# Wasserturm (Walle)

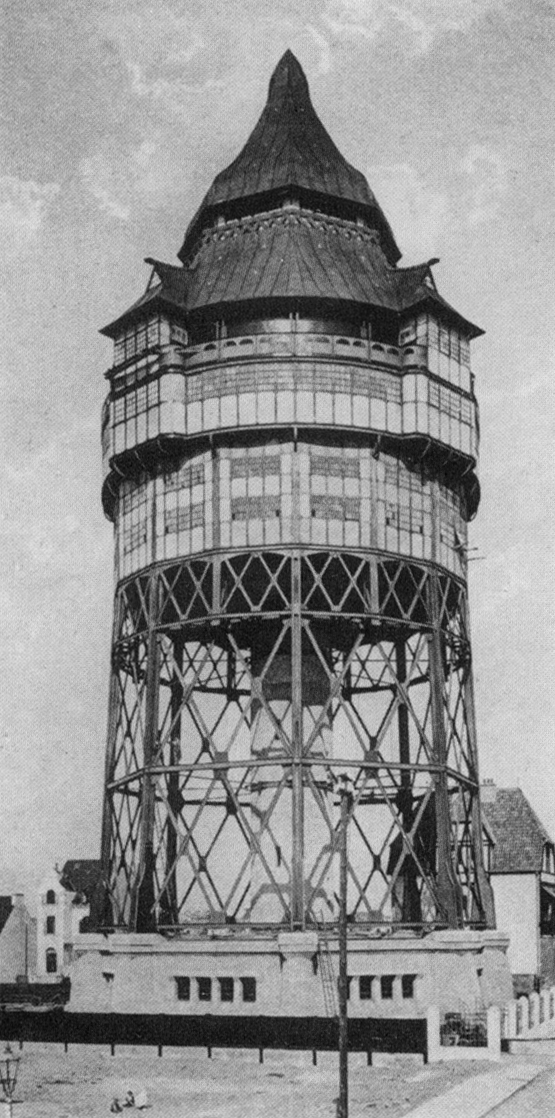
Der Wasserturm 1910

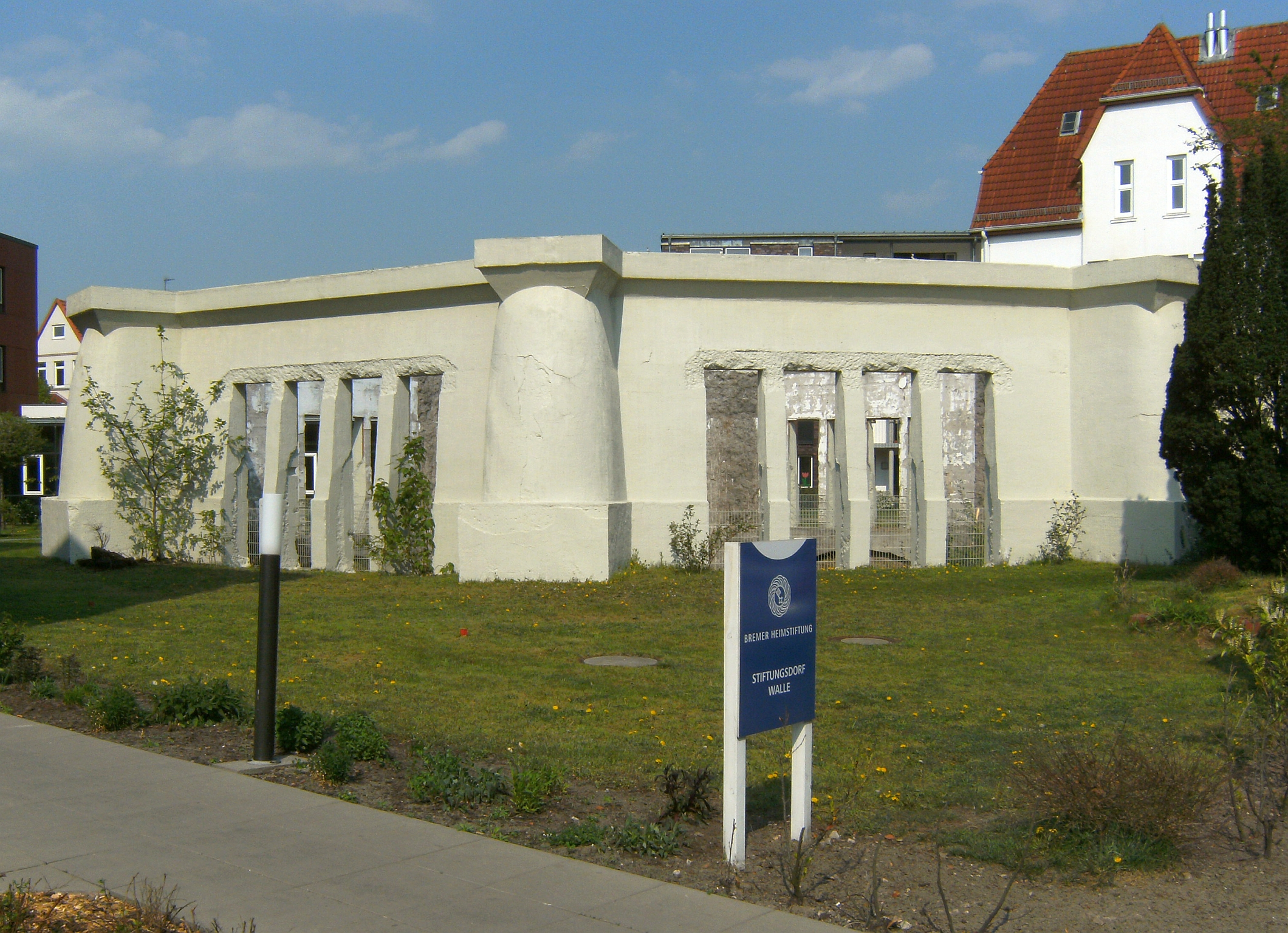
Der erhaltene Sockel 2011

Der Wasserturm in Bremen-Walle war zeitweise der größte Wasserturm Europas.

## Geschichte
Der Turm wurde 1905 erbaut, um mit seinem Fassungsvermögen von 3.000 m³ den Bremer Westen mit Trinkwasser zu versorgen. Er hatte eine Höhe von 61 Metern. Der Wasserturm, der in der einstigen Breslauer Straße (der heutigen Karl-Peters-Straße) stand, wurde in der Nacht vom 18. zum 19. August 1944 wie das ihn umgebende Wohngebiet durch einen Bombenangriff schwer beschädigt und später abgerissen. Nur sein Betonsockel blieb schließlich erhalten. 2005 war beabsichtigt, den Sockel als Fundament für ein Gebäude mit Seniorenwohnungen zu überbauen. Bis 2008 sollte der Bau fertiggestellt sein.
Im Februar 2016 kündigte die Bremer Heimstiftung den ab März 2016 geplanten Neubau eines siebenstöckigen und – dem bestehenden Sockel folgend – achteckigen Gebäudes an. Das Bauwerk mit 42 Wohnungen wurde zu Beginn des Jahres 2018 fertiggestellt.
„Rund um den Wasserturm Walle“ ist ein Radrennen, das seit 2004 stattfindet.

## Der Wasserturm auf bildlichen Darstellungen
Der Waller Wasserturm wurde von Franz Radziwill gemalt. 1995 brachte die Deutsche Bundespost eine Briefmarke heraus, die den Steffensweg samt Wasserturm nach Radziwills Darstellung zeigte.